# Youssouf Agnaou
Youssef Agnaou (Ajmou-n'Ait-Ali-ou-Hasso, 16 febbraio 1984) è un ex calciatore marocchino di lingua madre berbera, di ruolo centrocampista.

## Carriera
Tra il 2004 ed il 2016 ha trascorso 12 stagioni consecutive nella prima divisione marocchina, ad eccezione di uno spezzone di stagione con lo Dcheira nelle serie minori dello stesso Paese.
Tra i vari club con cui ha giocato, dopo gli inizi di carriera all'Hassania Agadir (che veniva da due campionati vinti nell'arco del triennio precedente al suo arrivo in squadra), spicca il Raja Casablanca, uno dei principali club del Paese nordafricano, con cui Agnaou ha anche giocato una partita in CAF Champions League (contro gli angolani del Petro Atlético) e con cui nella stagione 2008-2009 ha vinto un campionato nazionale.

## Palmarès

### Club

#### Competizioni nazionali
- Campionato marocchino: 1

Raja Casablanca: 2008-2009